# Sun Kehong
Dans ce nom chinois, le nom de famille, Sun, précède le nom personnel.
Pour les articles homonymes, voir Sun.
Sun Kehong ou Souen K'o-Hong ou Sun K'o-Hung, surnom: Yunzhi, nom de pinceau: Xueju, né en 1532, originaire de Huating, province du Jiangsu, mort en 1610. XVIe – XVIIe siècles est un peintre chinois.

## L'École deHuating
Sous la dynastie des Ming, Huating est connue pour plusieurs de ses peintres et calligraphes célèbres, dont Shen Du (1357-1434), Shen Can (1379-1453), Zhang Bi (1425-1487), Mo Shilong (en act. v. 1567-1600), Gu Zhengyi (vers 1580) et Sun Kehong. Aussi n'est-ce pas par hasard si elle finit par supplanter Suzhou en tant que centre commercial.
- Lettré et Collectionneur

- Fleurs, Paysages et Poésie

Sun peint des fleurs et des paysages mais aussi des figures bouddhistes et taoïstes et il a, vers la fin de sa vie, une prédilection pour les fleurs de prunier à l'encre. Son rouleau horizontal, Élégantes distractions pour les heures de loisir, où se suivent une vingtaine de scènes, montre une fois de plus combien la sensibilité poétique peut compenser un manque de facilité technique. Et s'il ne se lance pas dans les recherches picturales, et si son tempérament ne le prédispose pas  à ces vastes entreprises d'exploration dans lesquelles se plongent les grands maîtres individualistes, Sun Kehong n'en est pas moins touché par cette fièvre de recherche qui anime son époque; il crée une manière personnelle qui rappelle les estampes en couleurs sur bois, où il combine un trait épais et des lavis plats de couleurs pâles.
- Style et influence

## Musées
- Cologne (Mus. für Ostasiatische Kunst):
  - Oiseau sur la branche d'un arbre Wutong, encre et couleurs légères sur papier tacheté d'or, éventail signé.
- Pékin (Mus. du Palais):
  - Magnolia en fleurs daté 1609, couleurs sur papier, signé.
- Taipei (Nat. Palace Mus.):
  - Élégantes distractions pour les heures de loisir, rouleau en longueur, encre et couleurs légères sur papier.
  - Bambou rouge, rouleau en hauteur, encre et couleurs sur papier.
  - Fleurs du cinquième mois, signé.
  - Narcisses et prunier en fleurs, rouleau en longueur, signé, encre sur papier.